# Masters de Hamburgo 1996
El Abierto de Hamburgo de 1996 fue un torneo de tenis jugado sobre tierra batida, que fue parte de las Masters Series. Tuvo lugar en Hamburgo, Alemania, desde el 6 de mayo hasta el 12 de mayo de 1996.

## Campeones

### Individuales
Roberto Carretero vence a  Àlex Corretja, 2–6, 6–4, 6–4, 6–4

### Dobles
Mark Knowles /  Daniel Nestor vencen a  Guy Forget /  Jakob Hlasek, 6–2, 6–4